# Cara (langue)
Pour les articles homonymes, voir Cara.
Le cara (ou caranqui) est une langue amérindienne isolée parlée en Équateur, à l'époque de la colonisation espagnole.

## Extension géographique
La langue était parlée dans les provinces actuelles équatoriennes d'Imbabura et de Pichincha.

## Histoire de la langue
La langue est éteinte depuis longtemps. Les Caras sont aujourd'hui quechuanisés et parlent une variété de quechua appelée quechua d'Imbabura.
La langue est peu documentée. L'étude des toponymes et des noms de personnes fournit cependant quelques éléments, par exemple, -puela ou -buela, champ. Les noms des rivières ont la terminaison -pí ou -bí. Le terme ango, qui  signifie « seigneur », se retrouve dans le nom d'un cacique du XVIIe siècle, Otavalango. Le premier élément de ce nom est à rapprocher de celui de la ville actuelle d'Otavalo, principal centre des indiens otavalos.

## Classification
Le cara est un isolat linguistique, ou plus exactement comme une langue non classée. Il a cependant été vu comme étant proche du tsafiqui, ce qui en ferait une langue barbacoane.